# Крукеничи
Крукеничи (укр. Крукеничі) — село в Мостисской городской общине Яворовского района Львовской области Украины. Стоит на дороге Мостиска — Самбор.
Согласно переписи 2001 года в селе проживало 98 % украинцев и 1,4 % поляков.

## История
Первоначально территория села принадлежала Галицко-Волынскому княжеству. В 1340 году, в процессе войн за раздел княжества, территория попадает под власть Польши. Первые дошедшие до нас письменные упоминания о селе содержатся в польских документах и датированы 1366 годом.
После первого раздела Речи Посполитой в 1772 году земли села входят в состав владений Габсбургской монархии (позднее известной как Австро-Венгрия).
В 1914 году начинается Первая мировая война. В результате наступления русских войск село менее чем на год попало под власть Российской империи. Уже в мае-июне 1915 года в результате Горлицкого прорыва австро-германские войска вернули Галицию. Одно из сражений этой битвы проходило в районе села.
После Первой мировой войны в 1918 году Австро-Венгрия распалась. На территории Галиции кратковременно возникает Западно-Украинская народная республика. Однако вновь обрётшая независимость Польша также претендует на эти земли. В результате польско-украинской войны Польша возвращает себе Галицию. Последующая победа Польши в советско-польской войне с итоговым Рижским мирным договором 1921 года закрепляет принадлежность территории Польше.

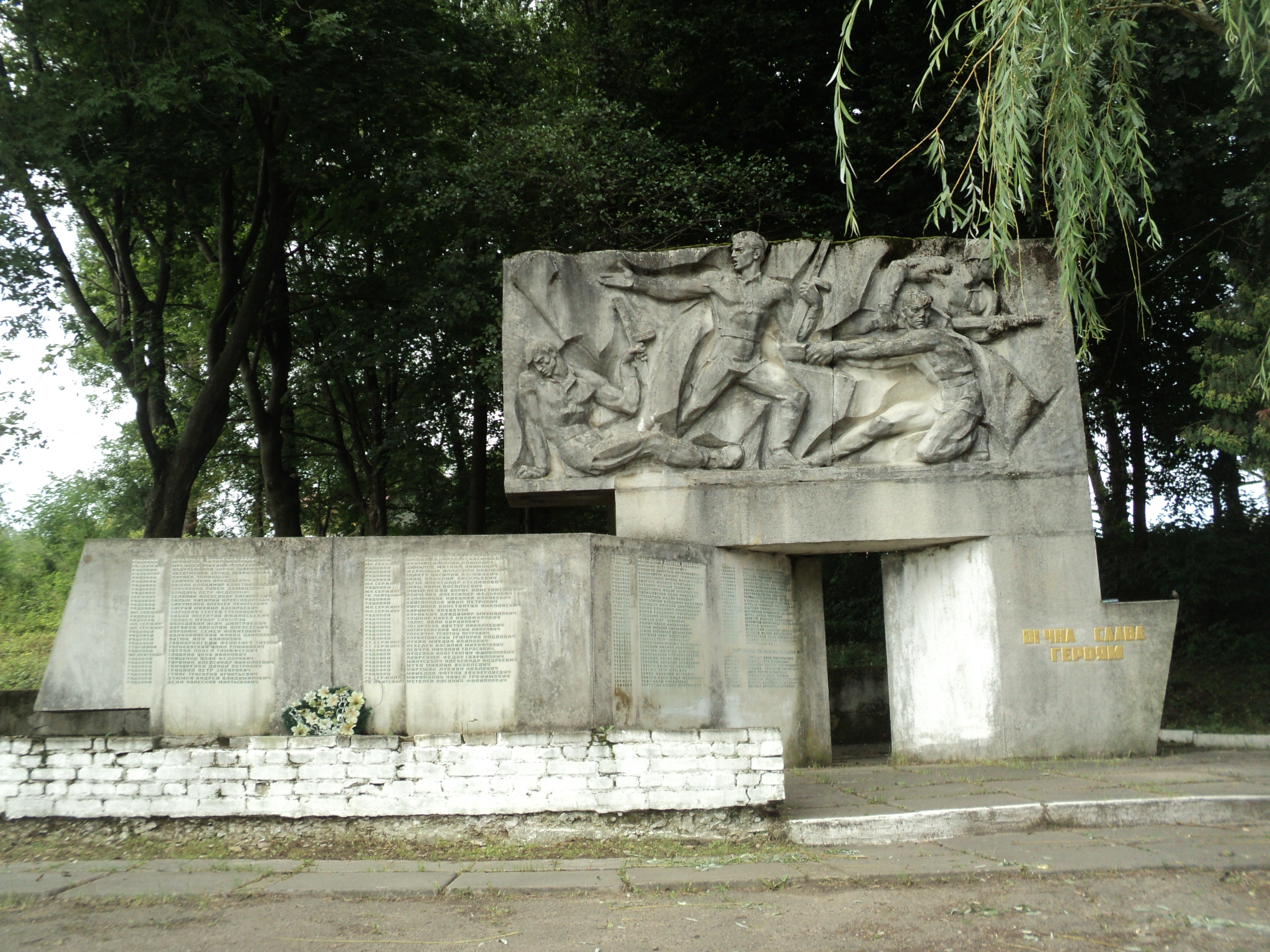
Памятник красноармейцам, павшим при штурме села во время Великой Отечественной войны

1 сентября 1939 года начинается Вторая мировая война. Германия вторгается в Польшу. К 12 сентября немецкие войска выходят к Львову с запада. Однако, выполняя договорённости с СССР, Германия возвращает занятые территории советским войскам. Село становится советским, но ненадолго — 22 июня 1941 года немецкие войска переходят советскую границу. 30 июля 1944 года в ходе Львовско-Сандомирской операции село перешло под контроль Красной Армии. Над братской могилой павших при штурме села установлен мемориал (ликвидирован в 2023 году, захоронение перемещено).
В 1991 году СССР распадается на ряд независимых государств. УССР становится Украиной.

## Село
Население по переписи 2001 года составляло 994 человека. Занимает площадь 3,603 км². Почтовый индекс — 81364. Телефонный код — 3234. Адрес: 81364, Львовская обл., Мостисский район, с. Крукеничи.
В селе 3 церкви:
- Православная Киевского патриархата в честь преподобного Симеона Столпника постройки 1803 года.
- Римско-католическая церковь св. Матфея. Построена в 1995 году.[3]

Сохранилась панская усадьба и парк XVIII века при усадьбе. В 1984 году парк получил статус памятника садово-паркового искусства.

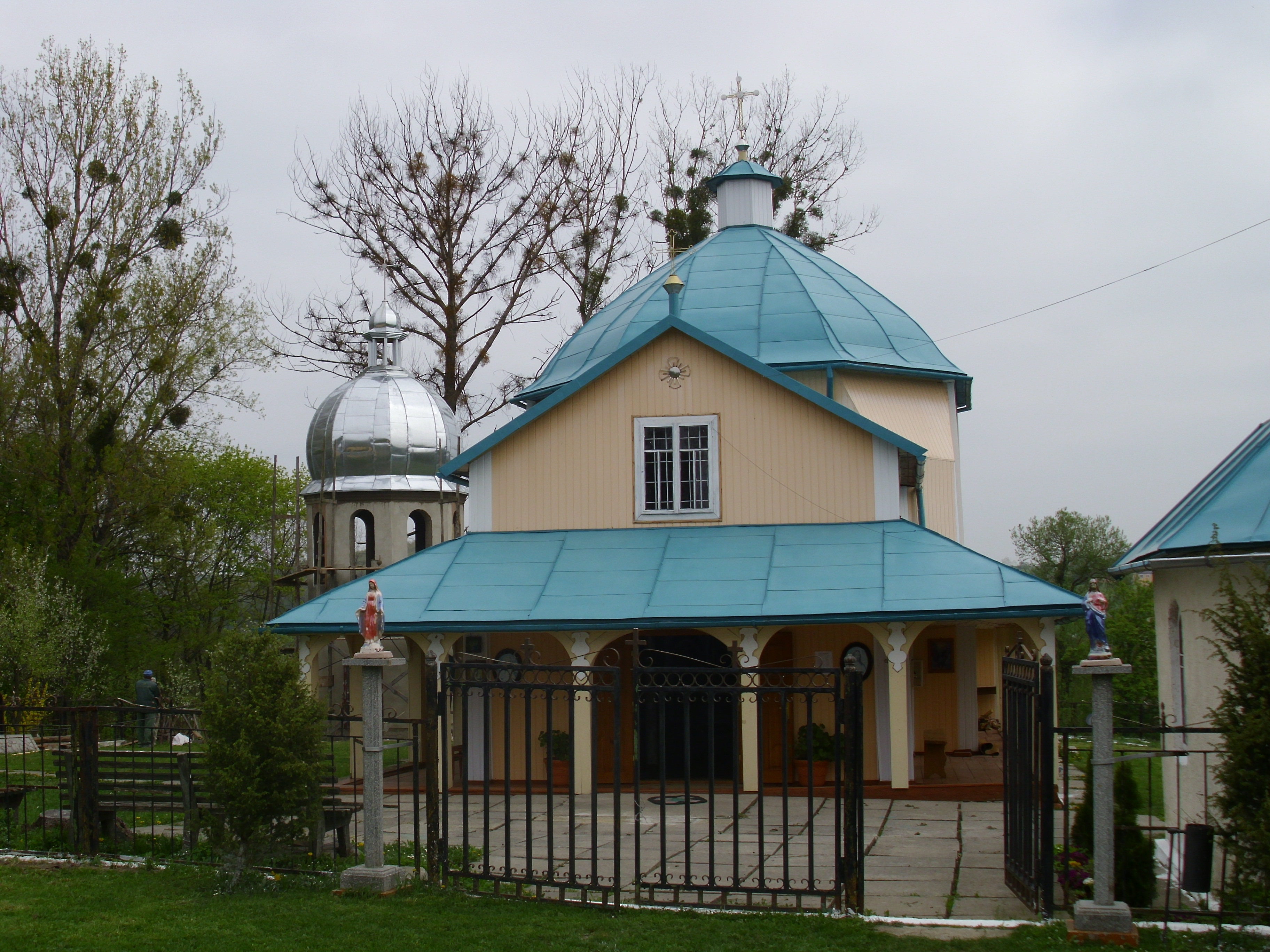
Православная церковь.
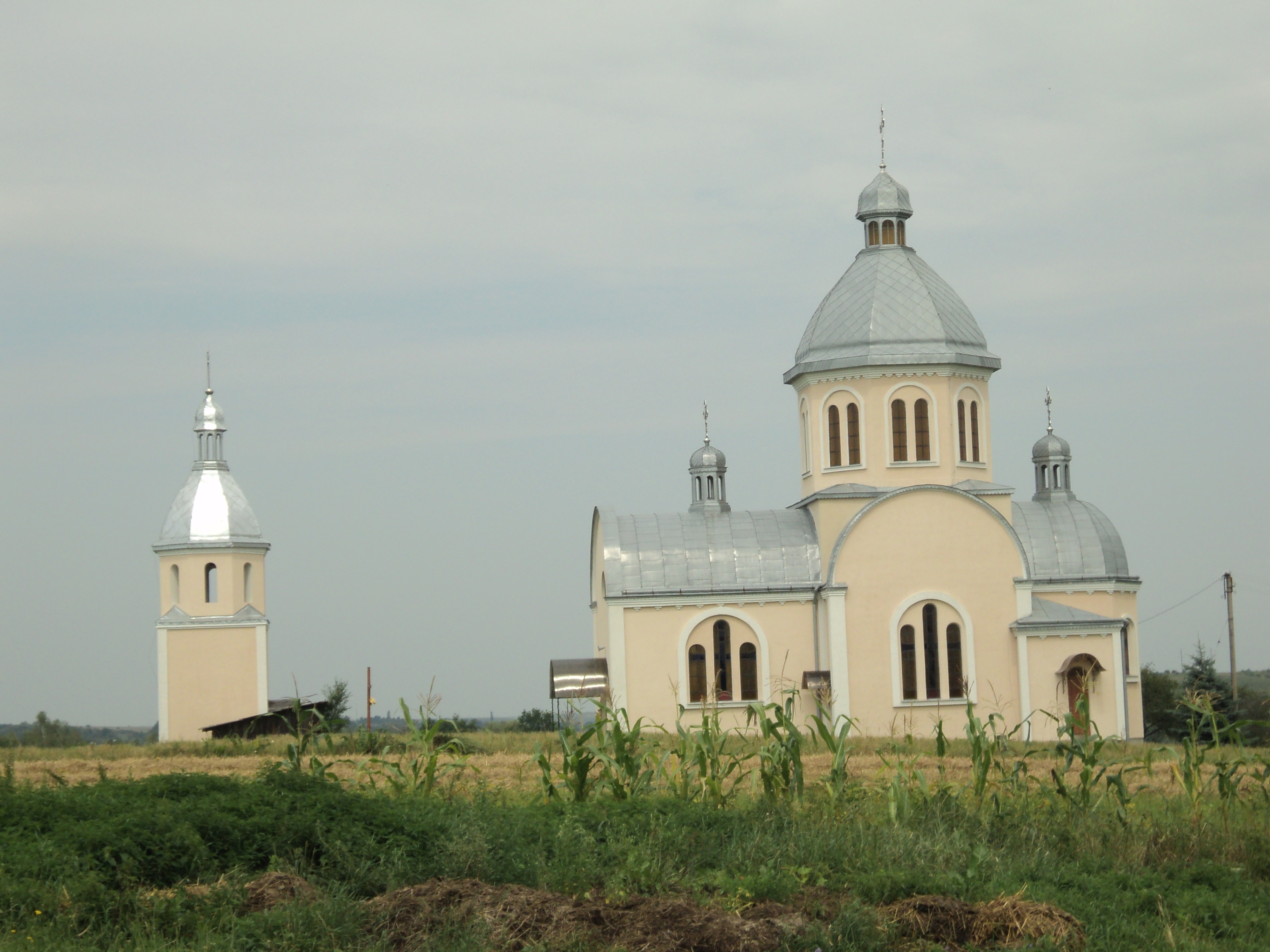
Католическая церковь.
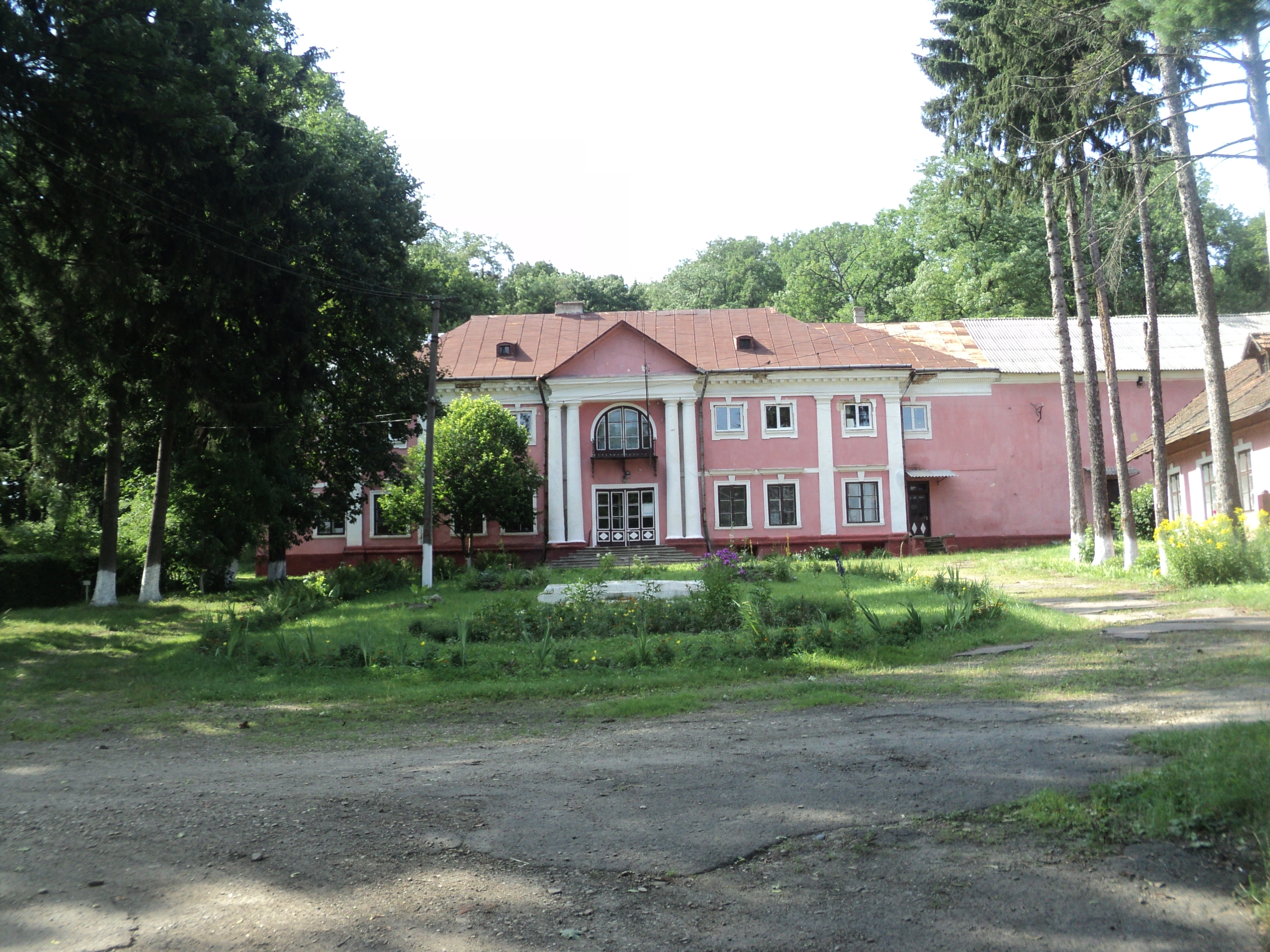
Панская усадьба.